# Listă de personalități născute în județul Bacău
Aceasta este o listă de personalități născute în județul Bacău.

### Artiști
| - Vasile Alecsandri (1821 Bacău-1890), poet, dramaturg, folclorist și om politic, membru fondator al Academiei Române - George Bacovia (1881 Bacău-1957), poet de talie europeană, prozator, publicist, redactor al primei serii a revistei „Ateneu“ - Radu Beligan (1918-2016, Galbeni (Filipesti), Bacău), actor, poet, eseist, memorialist - Gabriela Adameșteanu (n. 1942 Târgu Ocna), scriitoare, jurnalistă și traducătoare - Nicolae Gropeanu (Gropper) (1863 Bacău- 1963); pictor evreu, la Paris semna Nicolas (Orval) Gropeano - Paul Anghel (1931 Răcătău - 1995 ), romancier, eseist, dramaturg - Letiția Oprișan (n. 1937, Podu Turcului) pictoriță - Firuța Apetrei (n.1961 Frumoasa, Bacău), actriță - Gheorghe Zărnescu (n. 1953 Cașin), pictor; soția sa, Dany Madlen Zărnescu (decedată în 2014), a fost de asemeni artist plastic. - Maria Tacu (1949-2010 Burdusaci), poetă - George Apostu (1936-1986 Stănișești, Bacău), sculptor de faimă internațională - Dimitrie Berea (n.1975 Bacău), pictor de renume mondial - George Bălăiță (n. 1935 Bacău), romancier (autorul cunoscutului roman Lumea în două zile) - Constantin Ciosu (n.1938 Moinești), artist plastic, caricaturist prezent în toate publicațiile de masă ale vremii. - Ovidiu Bufnilă (n. 1957, Târgu Ocna), prozator român de science-fiction. - Maria Iosub (n.1960 Solonț), pictoriță. - Florin Blănărescu (1921 Bacău - 2014), actor emblematic al teatrului băcăuan - Carmen Maria Cârneci (n. 1957 Gârleni, Bacău), compozitoare și dirijoare; este fiica lui Radu Cârneci și sora Magdei Cârneci - Magda Cârneci (n. 1955 Gârleni, Bacău), poetă, critic de artă, fiica poetului Radu Cârneci și sora compozitoarei Carmen Maria Cârneci. - Anton Ciobanu (1939 Luizi Călugăra, Bacău - 2004), artist plastic - Liviu Nedelcu (n. 1962 Petrești), artist plastic - Radu Cosașu (Oscar Rohrlich) (n. 1930 Bacău), scriitor - Ion Diaconescu (1915 Târgu Ocna - 1945)), pictor; împreună cu Nicu Enea a pus bazele Pinacotecii Municipale Bacău. - Sile Dinicu (1919 Bacău -1993), compozitor și dirijor - Mihai Drăgan (1937 Viișoara, Târgu Ocna - 1993), critic și istoric literar, filolog - Ion Drăgoi (1928 Bacău - 1988), violonist - Gianni Lazaro (Lazăr Marcovici)(n.1947 Bacău), faimos creator internațional de bijuterii evreu - Nicu Enea (1897-1960), pictor; în anii ’40 a primit comanda de a picta palatele regale. A realizat pictura Bisericii Sfinții Voievozi din cartierul CFR - Bacău și pictura cupolei Teatrului Bacovia din Bacău. - Ion Frunzetti, istoric și critic de artă, poet, publicist, eseist și traducător - Loredana Groza, cântăreață - Vladimir Hanga, jurist și scriitor - Eugen Ionescu, sculptor - Gil Ioniță, cântăreț - Luigi Ionescu (1927 - 1994), cântăreț - Vasile Sporici (1931 - 2004), scriitor, critic literar - Simona Nicoleta Lazăr, (n. 1968 Livezi), poetă, jurnalistă, editoare - Ionela Lăzureanu, sculptoriță - Diana Lupescu, actriță - Eliza Macadan, jurnalistă, poetă - Ernest Maftei, actor - Izabela Sadoveanu-Evan (1870-1941), militantă feministă, critic literar - Ion Talianu (1898 — 1956), actor - Ion Diaconescu;(1915 — 1945), pictor - Sorin Antohi (n.1957), istoric al ideilor, eseist, traducător și editor - B. Elvin (Elvin Bernstein)(1927 Moinești - 2011), scriitor, redactor evreu al Lettre Internationale în română ; nepotul lui Mordechai Bernstein. - Adrian Lupu (1940 -1999 Moinești), regizor evreu, a emigrat în Eretz Israel. - Alexandru Sever (pseudonimul lui Solo Silberman) (1921 Moinești - 2010) scriitor israelian de limbă română. A scris Memoria durerii. - Solomon Sapira (1874 Moinești- 1944 ), memorialist evreu, în 1941 a fost deportat de Guvernul Antonescu în Transnistria - Herșcu Goldner (n.? Moinești - d.1905), primul tipograf al operelor lui Ion Creangă; singurul evreu decorat cu Medalia de Aur a Serviciului Credincios, cl. I. - Alphonse Sattinger(n. 1930 Moinești), renumit peisagist și portretist evreu din S.U.A. - Abraham Clain (n. 1907 Moinești - d.?), doctor, poet și publicist evreu, a scris Prin Moinești spre Israel. - Jan Steiger (n. 1930 Moinești ), jurnalist, corespondent evreu la postul de radio anticomunist Europa Liberă. - Nestor Rateș (n. 1933, Moinești), comentator evreu la postul de radio anticomunist Europa Liberă din München. - Hary Kuller (n. 1929 Moinești), filozof, sociologia cunoașterii - Cornel Palade, umorist și prezentator TV - Ștefan Fay (n.1943), cineast MIRCEA ADRIAN PAIU (n 1966- d 2020) pictor | - Mihai Bejenariu (n. 1950 - Hemeiuș), sculptor, pictor, autor al bustului lui Mircea Cancicov din Parcul Cancicov - Bacău - Miluță Flueraș (n. 1984 Onești), artist fotograf, regizor; supraviețuitor al incendiului din Clubul Colectiv din București . - Costache Ciubotaru (n.1930 Buhuși), scriitor, cineast, regizor; cunoscut pentru filmele Dacii și Tudor. - Dinu Tănase (n.1946), cineast, regizor, producător - Elisabeta Bostan (n.1931), scriitoare, regizor - Matei Alexandru (1927–2014), actor - Dragoș Nichifor (GrasuXXL) (n.1981), rapper - Octavian Voicu (1940 Viforeni-2014), poet; o școală din Bacău îi poartă numele - Marcel Marcian, scriitor, fratele lui Solomon Marcus și al lui Marius Mircu - Silvia Marcovici, violonistă - Gelu Măgureanu, poet, sociolog - Marius Mircu, jurnalist, scriitor, istoric, fratele matematicianului Solomon Marcus și al lui Marcel Marcian - Gheorghe Mocanu, pictor, pedagog - Constantin Moscu (1908-1997), pedagog, școala din Izvoru Berheciului îi poartă numele - Isaia Răcăciuni (Isaia Nacht) (1900 - 1976) scriitor și traducător evreu, fratele actorului Nicolae Stroe. - Nicolae Stroe (Stroe Nacht 1906 - 1990) regizor, actor și comic român, de origine evreiască, fratele scriitorului Isaia Răcăciuni. - Ion Fercu (n.1952), scriitor - Ion Dinvale (n. 1947), poet - Maria Ploae, actriță - Carmen Rădulescu (n. 1964 Onești), cântăreață - Cristina Spătar (n. 1972 Onești), cântăreață, „regina muzicii R&B” - Ion Rotaru (1924 Valea lui Ion, Bacău -2006), critic și istoric literar - Viorel Savin (n. 1941 Borzești), dramaturg, poet, prozator, publicist, editor - Florin Zăncescu (n.1956), actor - Lori Cambos (1926 - 1972), actriță la Teatrul Bacovia, de etnie evreiască - Ion Talianu, actor - Olga Tudorache, actriță de teatru și film, profesor universitar - Tristan Tzara (1896 Moinești - 1963 Paris), poet, prozator, dramaturg, eseist, publicist, fondatorul Dadaismului - Ciprian George Purcaru (1981 Moinești), artist plastic, pictor, compozitor, membru dadaist, membru al Uniunii Artistilor Plastici UAP. - Valentin Țigău (n. 1952 Bacău), jurnalist, Radio România Internațional - Alexandra Ungureanu (n. 1981 Onești), cântăreață de muzică pop, house, dance - Eugen Uricaru (n. 1946 Buhuși), scriitor - Tinka Nyisztor (n. 1940), activistă pentru drepturile omului, etnograf - Erzsébet László (1935-2012), interpretă de cântece populare și religioase (catolice) în dialectul secuiesc și dialectul ceangăiesc - Ince János Petrás (1813-1886), folclorist - Maria Petraș (n. 1957, Gioseni), cântăreață - Mihály Petrás, cronicarul de la Faraoani (secolul XVIII, Faraoani), cantor, dascăl și cronicar ceangău - János Zerkula (1927, Ghimeș-Făget - 2008, Lunca de Jos), interpret de muzică populară, prim-lăutar ceangău - Monica Gabor (n. 1988), fotomodel - Valentin Busuioc (n. 1965 Buhuși) poet, dramaturg, jurnalist - Nicolae Vermont (1866 Bacău - 1932), pictor - Dan Verona (n. 1947 Luncani, Mărgineni), poet, prozator, traducător, redactor radio - Raluca Neagu (n. 1977 Bacău), poetă - Dan Claudiu Vornicelu (1973 Bacău - 2010), violonist - Braea Nicolae Brăescu, tenor - Teodora (Popa) Enache (n. 1967 Onești), cântăreață de jazz - Geo Popa (n.1953 Galbeni, Filipești), actor - Mariana Zavati Gardner (n. 1952 Bacău), poetă, prozatoare, traducătoare - Calistrat Costin (n. 1942, Bacău, scriitor, traducător - Cristina Ștefan ( N. 1957, Bacău, scriitor, poet, critic literar - Alexandru Terziman (1894 - 1943), scriitor, jurnalist și traducător român de origine evreiască, victimă a represiunii sovietice |

### Demnitari, politicieni
| - * Elena Cancicov (1872), eroină, profesoară și soră de caritate decedată în Primul Război Mondial - Constantin Galeriu, a fost unul dintre cei mai importanți duhovnici ai Ortodoxiei române, preot și profesor de teologie. A făcut pușcărie în trei rânduri sub comuniști; în vara lui 1989, a fost bătut crunt de interpuși ai Securității. - Gheorghe Rădoi (n.1926), ministrul comunist al Construcțiilor de Mașini și vicepreședinte al Consiliului de Miniștri în România comunistă; a fost căsătorit cu Vasilica (Lica) Gheorghiu, fiica lui Gheorghe Gheorghiu-Dej - Relu Fenechiu (n.1965), fost deputat de Iași, fost „baron local” de Iași - Mordechai Bernstein (Moinești - d. 1934), conducător sionist, cofondator al localității Roș Pina - Israel; astfel, prima colonie sionistă a viitorului stat Israel a fost înființată de un grup din Moinești, care a plecat pe jos până la vasul care i-a dus în Palestina. - Moșe David Iancovici;(poreclit David Șuv)(1854;Moinești - 1938 ), conducător sionist, cofondator al localității Roș Pina din Israel; astfel, prima colonie sionistă a viitorului stat Israel a fost înființată de un grup de 30 de familii din Moinești, care a plecat pe jos până la vasul care i-a dus în Palestina. - Nicolae Matei (1863-1933 Bogdănești, Bacău), deputat, latifundiar expropriat. Violonista de renume Ioana Petcu-Colan, cetățeană britanică, este strănepoata sa. | - Moshe Sharoni (n. 1929 Buhuși) politician israelian deputat în Knesset-ul (Parlamentul) statului Israel. - Radu Lecca (1890 - 1980), spion dublu, ziarist, fascist, antisemit, declarat de comuniști criminal de război, i s-a anunțat comutarea pedepsei capitale în închisoare pe viață în timp ce era dus împreună cu Ion Antonescu la locul execuției. - Mihail R. Sturdza (1886 -1980 Târgu Ocna), diplomat, doctor în drept internațional, memorialist, ministru al afacerilor străine; membru al mișcării legionare; membru al Guvernului Național Român de la Viena condus de Horia Sima. - Dumitru Mazilu (n. 1934 Bacău), om politic și dizident român, având un rol cheie în evenimentele din decembrie 1989. - Ioachim Mareș - Vasluianul, episcop ortodox de Huși - David Korner (1914 – 1976) comunist militant, sindicalist și jurnalist româno-francez de etnie evreiască. Activ în mișcarea sindicală din Franța până în 1960. - Alexandru Șafran, cărturar evreu, teolog, senator al României, Șef Rabin al României, Șef Rabin al Genevei, o școală din Bacău îi poartă numele. - Nicolae Șova (1885, Poduri, Bacău – 1966, București), politician, general de corp de armată, deținut politic. |

### Militari
| - Ștefan cel Mare (1433-1504), voievod al Moldovei - Valerian Stan (n. 1955 Conțești Sascut), ofițer, luptător pentru drepturile omului - Radu R. Rosetti (1877-1849), general din familia nobiliară Rosetti, considerat cel mai important istoric militar; membru în Guvernul Antonescu ca Ministru al Educației și Cultelor; închis de comuniști și mort în închisoarea Văcărești. | - Ioan Pălăghiță (1899, Onești- 1943, Kuban,Rusia), ofițer român, erou al celui de-Al Doilea Război Mondial |

### Oameni de știință
| - David „Wex” Wechsler (n. 1896- d. 1981 Lespezi, Gârleni), evreu, faimos psiholog american - Pompei Gheorghe Samarian (n. 1879 – d. 1942 Bacău), medic, om de știință - Constantin Avram (n. 1911, Bacău - d. 1987 Ciumași,Itești), academician, fost rector în Timișoara - Ion Borcea (n. 1879 Buhoci - d. 1936), naturalist, profesor universitar, ministru; fondatorul oceanografiei românești. - Constantin Cândea (n. 1887, Mărgineni, Bacău - d. 1971), chimist, profesor universitar - Aurora Gruescu (n. 1914 - d. 2005, Oituz) - prima femeie inginer silvic - Costin Georgian (n. 1929 – d. 1992), inginer constructor al metroului; o stație îi poartă numele - Moses Rosen (n. 1912, Moinești - d. 1994), Șef Rabin al României, academician - Grigore Tăbăcaru (n. 1983 Hemeiuși - d. 1939), autor de referință în pedagogie - Solomon Marcus, matematician de renume mondial, lingvist, academician, fratele lui Marcel Marcian și al lui Marius Mircu - Vasile Pârvan, unul dintre cei mai importanți istorici români, arheolog, academician - Alexandru Piru, critic literar, membru post-mortem al Academiei Române - Gheorghe Platon (n. 1926 d. Buhuși -2006), istoric, academician - Ion Th. Simionescu (n. 1873 Fântânele, Hemeiuși - d. 1944), geolog, paleontolog, naturalist | * Gheorghe Vrănceanu (n. 1900 Valea Hogii, Lipova, Bacău - d. 1979), matematician, profesor universitar, membru al Academiei Române - Ștefan Zeletin (Ștefan Motăș) (n. 1882 Burdusaci, Răchitoasa - d. 1934), scriitor, filosof, sociolog - C.D. Zeletin (Constantin Dimoftache) (n. 1935 Burdusaci, Răchitoasa), poet, eseist, traducător, medic și biofizician român - Miltiade Filipescu (n. 1901 Burdusaci, Răchitoasa - d. 1993), geolog, academician - Constantin Filipescu (n. 1879 Burdusaci, Răchitoasa - d. 1947), agronom, autor coordonator al lucrării "Marea Enciclopedie Agricolă a României" - Nicolae Ghica-Comănești (n. 1875 Comănești - d.1921)- explorator - Ghiorghi Iorga (n. 1954 Bacău), traducător din limba persană - Teodor Gheorghe Negoiță (n. 1947 Sascut - 2011), explorator polar, primul român care a atins Polul Nord. - Dan Cristea (n. 1951, Moinești), membru corespondent al Academiei Romane, informatician, matematician, cercetător, profesor universitar și scriitor român, formator și specialist în lingvistică computațională. - Eugen Șendrea (n.1951 Bacău- 2016), istoric. - Puiu Nistoreanu (n.1954 Moinesti), profesor universitar, economist, cercetător, eseist, jurnalist. - Sacha Nacht (n. 1901 Răcăciuni - d. 1977 Paris), psihiatru și psihanalist evreu. |

### Sportivi
| - Lavinia Agache-Carney (n. 1967 Căiuți), gimnastă de renume internațional - Sorin Avram (n. 1943 Bacău, România – 2015), fotbalist - Dumitru Berbece (n. 1963 Bacău), handbalist - Cristina Bontaș (n. 1973 Bacău), gimnastă - Lidia Butnărașu-Drăgănescu (n. 1967 Chetriș, Buhoci), handbalistă - Nadia Comăneci (n. 1961 Onești), una din cele mai mari gimnaste ale secolului XX. - Mirela Rusu (n. 1978 Bacău), dublă campioana mondială la gimnastica aerobică - Silvia Zarzu (n. 1998 Onești), gimnastă - Georgeta Gabor, gimnastă - Anca Grigoraș, gimnastă - Narcisa-Georgeta Lecușanu, handbalistă - Daniel Munteanu (n. 1978, Onești), fotbalist | - Eduard Tismănaru (n. 1987), fotbalist - Mihaela Melinte, atletă - Elena Oprea-Horvat (n.1958) canotoare laureată cu aur la Los Angeles 1984. - Lucian Vasilache (n.1955) - handbalist - Diana Maria Chelaru (n. 1993), gimnastică artistică - Gabriela Potorac, gimnastă - Angela Tamaș-Alupei, canotoare - Gabriela Trușcă (n. 1957 Bacău), gimnastă, membră a echipei olimpice a României la Olimpiada din 1976 (Montreal) și medaliată cu argint la finalele pe aparate - Luminița Milea (n. 1962 Onești), gimnastă - Lucian Vasilache (n. 1954), handbalist - Neculai Vasilcă (n. 1955 Bacău), handbalist - Crina Elena Pintea (n. Ailincăi, 3 aprilie 1990, Podu Turcului) este o handbalistă din România care joacă pentru echipa națională a României pe postul de pivot. Considerată în 2019 cel mai bun pivot din lume. |